# أحمد دعدور
أحمد دعدور (ولد في 1 يناير 1995) هو لاعب كرة قدم مصري في مركز حراسة المرمى ويلعب حاليًا لصالح نادي بيراميدز ، وكان قد انتقل سابقًا اللاعب إلى صفوف نادي الأسيوطي سبورت الذي صعد وقتذاك حديثًا إلى الدوري المصري الممتاز بعقد يمتد لمدة ثلاثة مواسم في صفقة انتقال حر، كما أشاد به المدير الفنى للأسيوطى علي ماهر بانه وزملائه في الفريق لهم الفضل في هذا المستوى الذي يظهر به الفريق مؤخرا والذي أيضا يمنح الفريق فرصة هائلة في الابتعاد عن الهبوط هذا الموسم.[بحاجة لمصدر]
أحدث اللاعب ضجة[بحاجة لمصدر] على مواقع التواصل الاجتماعى بعد ان قام بالرد على أحد متابعيه الذي اشار بان اسم «دعدور» هو اسم عامل القمامة الذي ينظف الحى الذي يمكث فيه هذا المتبع وقد رد دعدور قائلا يشرفني ان يكون اسمى على اسم عامل القمامة كما اشار ان هذا العامل أفضل منه واشار إلى اهمية هذا العمل.[بحاجة لمصدر]

## نشأته
ولد أحمد دعدور في 1 يناير 1995 في مدينة بلطيم التابعة لمحافظة كفر الشيخ.

## مسيرته الكروية

### مصر المقاصة
بدأ «دعدور» حياته الكروية كناشئ في نادي مصر للمقاصة.

### نادي الأسيوطي

#### موسم 2017–18
انتقل أحمد دعدور، حارس مرمي نادي مصر للمقاصة السابق إلى صفوف نادي الأسيوطي سبورت، الصاعد حديثا إلى الدوري المصري الممتاز، بعقد يمتد لمدة 3 مواسم، في صفقة انتقال حر.